# Kobus (województwo wielkopolskie)
Kobus – osada leśna w Polsce położona w województwie wielkopolskim, w powiecie szamotulskim, w gminie Wronki.